# Gouden Krekel

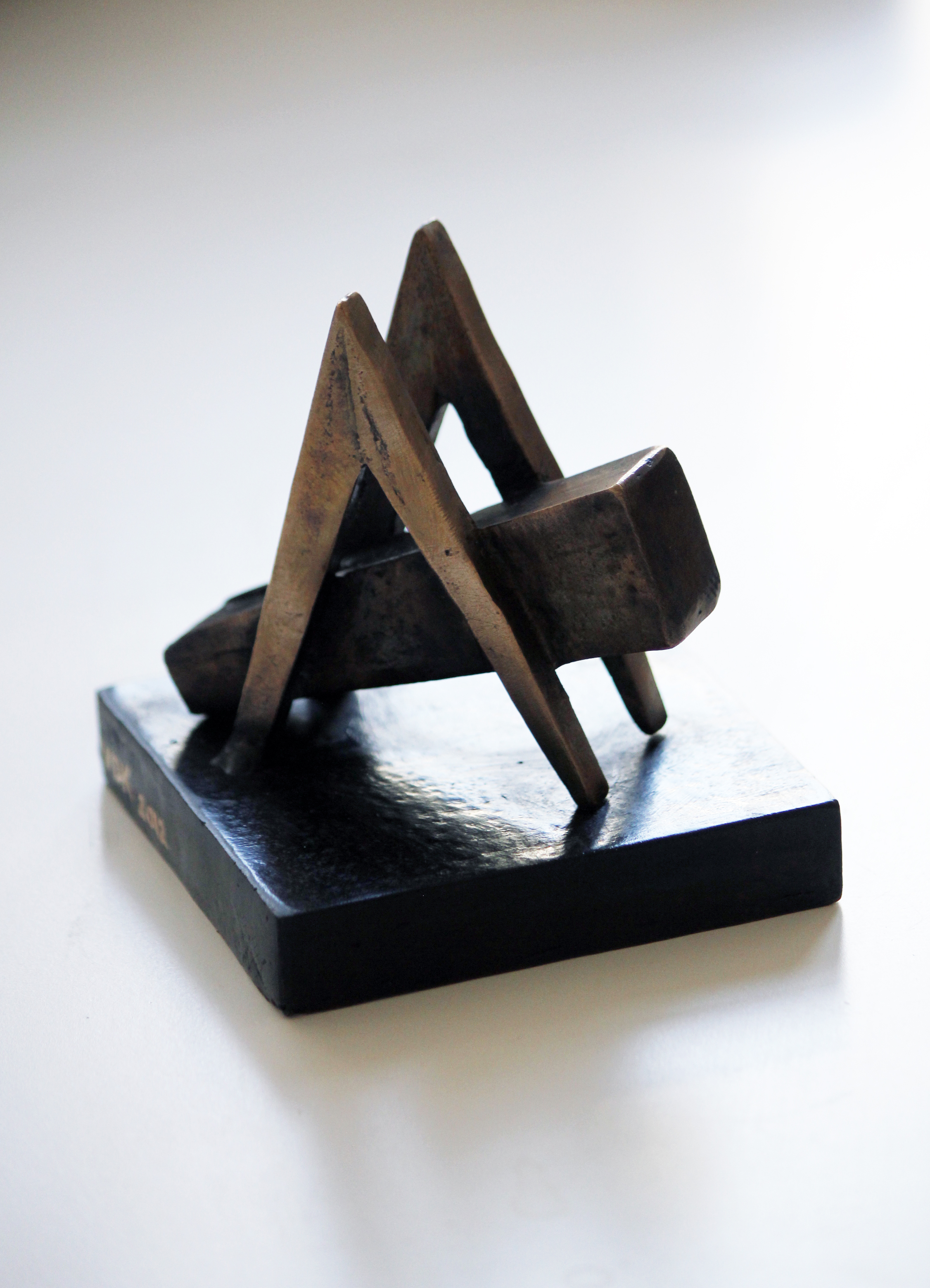
De Gouden Krekel

De Gouden Krekel is een jaarlijkse prijs voor podiumkunsten voor kinderen en jongeren in Nederland, uitgereikt door de Vereniging van Schouwburg- en Concertgebouwdirecties. Er bestaan twee Gouden Krekels: voor de meest indrukwekkende productie en voor de meest indrukwekkende prestatie.
De genomineerden krijgen de Zilveren Krekel. De Zilveren Krekels maken in september kans op de Gouden Krekel. De prijs heeft betrekking op jeugdtheater in Nederland, dus ook Vlaamse producties, producenten, acteurs en actrices komen in aanmerking. Uitreiking gebeurt tijdens de landelijke Jeugdtheaterdagen. De prijs gaat niet over een seizoen, maar over een kalenderjaar (de prijs voor 2010 wordt dus uitgereikt in 2011). De krekels werden voor het eerst uitgereikt in 2005. De eerste krekels werden ontworpen door kunstenares Marjolein Houben. Sinds 2016 zijn ze ontworpen door Vincent de Kooker.

## Gouden Krekel 'meest indrukwekkende productie'
De Gouden Krekel voor de indrukwekkendste productie is de opvolger van het Nederlands-Vlaamse project de 1000 Watt-prijs.
Winnaars 'meest indrukwekkende productie':
- 2024: Supertramp van Theater Sonnevanck en Theater Oostpool, regie Mart van Berckel[3]
- 2022: Trojan Wars van Het Nationale Theater onder regie van Noël Fischer en op tekst van Peer Wittenbols.
- 2020/2021: (.....) Een voorstelling die schijt heeft aan zijn eigen vage titel van Theater Artemis i.s.m. Ruhrtriennale en Künstlerhaus Mousonturm
- 2019: Martin Luther King  van Urban Myth, onder de regie van Jörgen Tjon a Fong.
- 2018: Princess van Theater Sonnevanck & Toneelgroep Oostpool, regie Flora Verbrugge, tekst Tjeerd Posthuma.
- 2017: Liefde van Maas Theater en Dans
- 2016: Bromance van Toneelgroep Oostpool & Theater Sonnevanck
- 2015: De Tantes van De Toneelmakerij
- 2014: De Geschiedenis van de Wereld (aan de hand van banaliteiten), regie Johan De Smet, KOPERGIETERY
- 2013: Mehmet De Veroveraar van De Toneelmakerij
- 2012: Aap en Beer van Job Raaijmakers en René Geerlings/STIP theaterproducties
- 2011: Adios van Speeltheater Holland en Het Houten Huis
- 2010: Woeste Hoogten, rusteloze zielen van Theater Artemis i.s.m. Theater Antigone
- 2009: De Legende van Woesterdam, regie Johan De Smet i.s.m. Martine Decroos, coproductie van KOPERGIETERY en Studio Orka
- 2008: -
- 2007: De Hompelaar, Elout Hol en Ad de Bont, coproductie Theatergroep Wederzijds en Theater Gnaffel
- 2006: Meneer Ibrahim en de bloemen van de koran, regie Aike Dirkzwager, BEER Muziektheaterproducties
- 2005: Voorstelling waarin hopelijk niets gebeurt, Max.

1000 Watt-prijs
- 2004: Stoksielalleen, regie Raven Ruëll, BRONKS
- 2003: Drie Zusters, Zeven / Inne Goris
- 2002: Assepoester van BRONKS
- 2001: Ola Pola Potloodgat, BRONKS
- 2000: Bianca en de jager, regie Hans van den Boom, productie Stella Den Haag

## Gouden Krekel 'meest indrukwekkende podiumprestatie'
De Gouden krekel voor de indrukwekkendste prestatie is de opvolger van de aanmoedigingsprijs 1000 Watt Lichtpunt, die jaarlijks werd uitgereikt aan een beginnende maker die voor kinderen en jongeren werkt in Nederland en Vlaanderen.
Winnaars 'meest indrukwekkende podiumprestatie':
- 2024: Willemijn Zevenhuijzen voor haar rol in Diarree is mijn lievelingskleur van Theater Artemis en Studio Julian Hetzel
- 2023: 155 (eenvijfvijf) & Maas theater en dans voor dansvoorstelling CONTROLE
- 2019: Jibbe Willems voor het libretto van Jabber (theatergroep Kwatta)
- 2018: Janne Desmet in Wat er gebeurde terwijl de mussen de polka dansten van Schippers & Van Gucht en hetpaleis
- 2017: Guy Corneille  voor zijn rol in The Basement van De Dansers, Theater Strahl en Wies Merkx.
- 2016: Sanne Danz voor haar decorontwerp van Alice in Wonderland door Maas theater en dans
- 2015: Ramses Graus voor zijn rol van goochelaar, konijn en hoge hoed in De grote illusionist van Het Filiaal
- 2014: Nastaran Razawi Khorasani voor haar rol in CASH van MAAS Theater/Dans
- 2013: Elout Hol, artistiek leider van Theater Gnaffel
- 2012: Schippers & Van Gucht voor de vormgeving van Huis van Het Filiaal
- 2011: Servaes Nelissen met Lang zal die WEZEN
- 2010: Alejandra Theus met Woeste Hoogten en Rusteloze Zielen
- 2009: Floris Verkerk voor de rol van Zef in Anne en Zef van De Toneelmakerij.
- 2008: -
- 2007: Dick van den Toorn voor de rol van lakei Knoop in Lang en gelukkig van het RO Theater
- 2006: Susan Gritzman voor haar rol in Alleen voor grote mensen, een coproductie van BonteHond en Golden Palace
- 2005: Pieter Tiddens met KindercabaretI

Lichtpunt
- 2004: Esther de Koning
- 2003: Hanneke Paauwe voor haar gehele werk
- 2002: fABULEUS
- 2001: Sanne Vogel ism Het Syndicaat voor Feestbeest
- 2000: Inès Sauer ism BRONKS voor Creditcard called life: '16'